# Петер Ернст II (Крихинген-Пютлинген)
Петер Ернст II фон Крихинген-Пютлинген (на немски: Peter Ernst II von Kriechingen-Püttlingen; † 1633) е фрайхер (1609 – 1633) и от 1617 г. имперски граф на Крихинген – Пютлинген в Елзас-Лотарингия.
Той е син на фрайхер Георг II фон Крихинген-Пютлинген († 1607) и съпругата му Естер фон Мансфелд-Айзлебен († сл. 1605), дъщеря на граф Йохан Георг I фон Мансфелд-Айзлебен (1515 – 1579) и Катарина фон Мансфелд-Хинтерорт (1520/1521 – 1582)..
През 1617 г. Петер Ернст II от католическата линия е издигнат на имперски граф от император Матиас и имперското господството Крихинген отива към Горнорейнския имперски окръг.
Петер Ернст II умира през 1633 г.

## Фамилия
Петер Ернст II се жени на 26 август 1606 г. в Саарбрюкен за графиня Анна Сибила фон Насау-Вайлбург (* 25 май 1575 в Отвайлер; † ок. 1643), дъщеря на граф Албрехт фон Насау-Вайлбург (1537 – 1593) и съпругата му Анна фон Насау-Диленбург (1541 – 1616). Те имат децата:
- Анна Амалия фон Крихинген († 1676), омъжена на 7 май 1636 г. в Мец за граф Йохан Фридрих фон Еберщайн (1611 – 1647), син на граф Йохан Якоб II фон Еберщайн († 1647) и Анна Амалия фон Крихинген († 1676)
- Албрехт Лудвиг фон Крихинген († 1651), граф на Крихинген (1633 – 1651), женен на 22 март 1637 г. за Агата фон Кирбург, дъщеря на Йохан Казимир, вилд-рейнграф фон Кирбург (1577 – 1651)
- Анна Мария фон Крихинген (1614 – 1676), наследничка на Пютлинген, омъжена I. на 17 ноември 1644 г. за Йохан Георг вилд- и рейнграф фон Даун-Нойфвилер (1580 – 1650), II. на 26 януари 1656 г. в Даун за граф Лудвиг фон Золмс-Браунфелс-Грайфщайн (1614 – 1676), син на граф Вилхелм I фон Золмс-Браунфелс-Грайфщайн (1570 – 1635) и графиня Мария Амалия фон Насау-Диленбург (1582 – 1635)
- Естер Доротея фон Крихинген и Пютлинген (* 1617; † 9 февруари 1713), омъжена на 7 ноември 1644 г. за граф Георг Райнхард фон Ортенбург-Нойортенбург (1607 – 1666), син на граф Георг V фон Ортенбург-Нойортенбург (1573 – 1627) и графиня Анна Мария фон Лайнинген-Дагсбург-Фалкенбург (* 1602; † сл. 1631)